# Geografia della Birmania

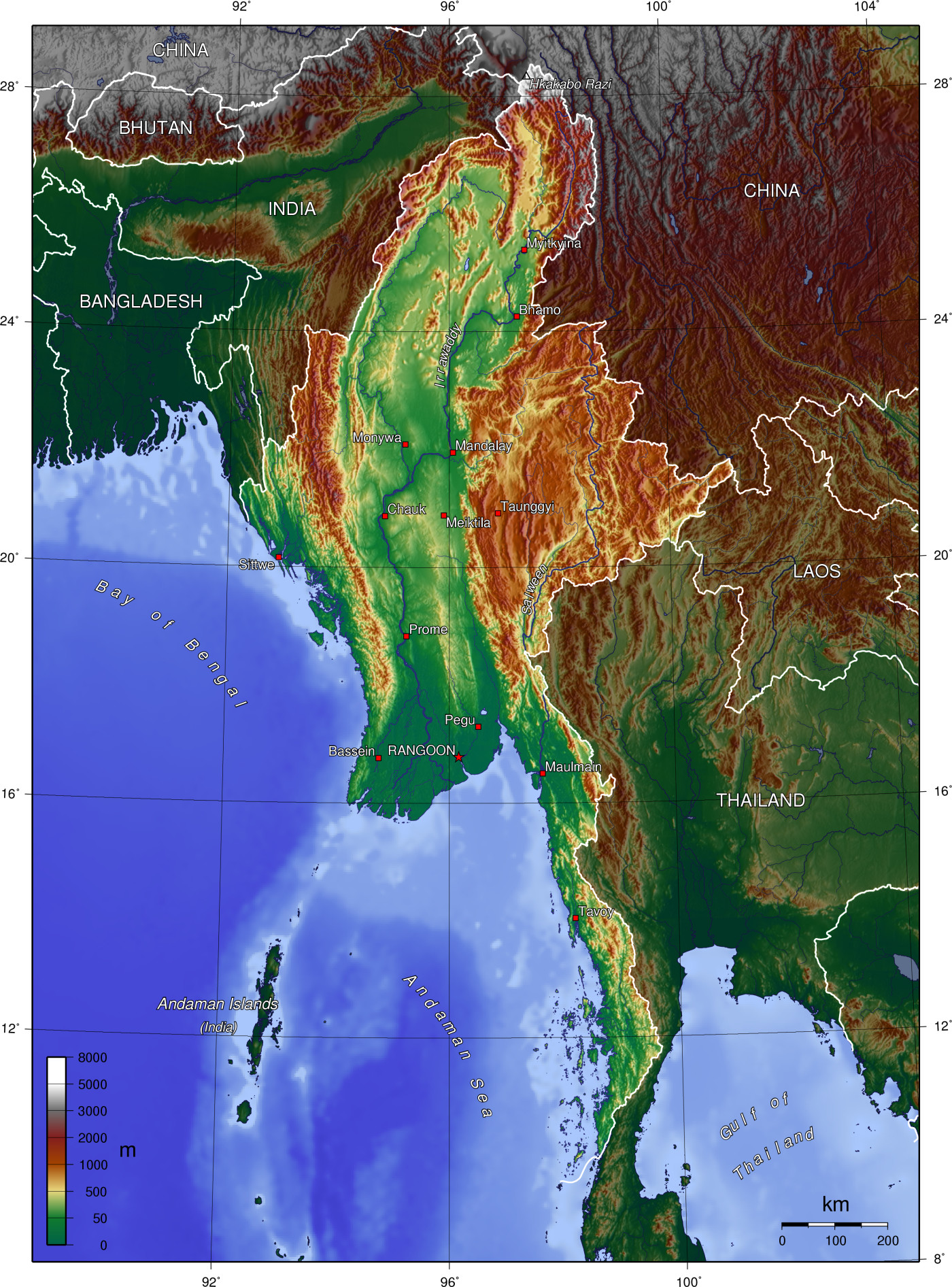
Carta topografica della Birmania

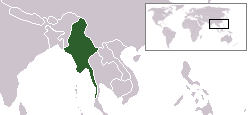
Posizione della Birmania

La Birmania trae il suo nome dall'antica voce sanscrita Baarma, poi assimilata dall'inglese in Burma. È il più grande degli Stati della regione indocinese, con una superficie di 676578 km², definitivamente precisata dopo gli accordi con la Cina del 1960 che hanno posto fine a una vertenza sulle frontiere che si trascinava da circa due secoli.
In base al nuovo accordo, la Cina ha rinunciato al territorio compreso nel cosiddetto «Triangolo di Meng Mao» (220 km²) che è passato sotto sovranità birmana; la Birmania, da parte sua, ha rinunciato definitivamente alla zona compresa tra Hpimaw-Gawlun-Kangfang (135 km²) e al territorio abitato dalle tribù tibetane Panhung e Panlao (189 km²) che sono stati annessi allo Stato cinese. La Birmania deve ancora risolvere piccole dispute di confine con l'India, che riguardano una sessantina di km² di superficie complessivamente.
La popolazione della Birmania ascende a circa 56 milioni di abitanti (55.746.253 secondo il censimento del 2014), di cui quasi due terzi birmani, ma essa è distribuita assai irregolarmente sull'intero territorio: molto densa nelle zone deltizie dell'Irrawaddy, del Sittang e del Salween - dove può raggiungere i 600 abitanti per km² - essa scende a meno di un abitante per km² nelle zone montuose del N e dell'O. La densità media per km² è di poco superiore agli 82 abitanti.
I confini della Birmania sono molto bene precisati: a N e a NE essa è divisa dalla Cina dallo spartiacque tra l'Irrawaddy e il Salween; a O è cinta dall'alta catena dell'Arakan Yoma, che la separa dall'India e, più a S, dal Bangladesh. A E e SE, la Birmania confina per breve tratto con il Laos e per un tratto molto lungo con la Thailandia da cui è divisa prima dal Salween, dal suo tributario Thaungyin e poi nel Tenasserim dal crinale della lunga catena dei Bilauktaung. La Birmania, infine, ha circa 1930 km di coste sull'Oceano Indiano; esse, però, ad eccezione dell'ampio arco del golfo di Martaban, sono scoscese e inadatte all'approdo.
Il punto più a N della Birmania, che coincide anche con il punto più settentrionale della regione indocinese vera e propria, è segnato dalla vetta del Theing-Wang Razi (Hkakabo Razi) poco oltre il 28° di latitudine N, mentre a O si trova in Birmania anche il punto più occidentale della penisola nel triangolo del Kaladan (93° longitudine E di Greenwich). A S la Birmania si spinge fino all'Istmo di Kra, che si trova a 10° di latitudine N, mentre a E, con il cuneo di Mong Yaning, sfiora i 101° di longitudine E.

## Morfologia e vicende geologiche
I movimenti orogenetici che sconvolsero tutta l'Asia sud-orientale durante il grandioso corrugamento alpino-himalayano hanno impresso alla Birmania una struttura fisica assai composita e varia, caratterizzata comunque da una disposizione generale meridiana di tutti i suoi elementi fisici.
La porzione più antica del suolo birmano è costituita dall'altopiano di Shan, il cui imbasamento, da riferirsi in parte al Precambriano (oltre un miliardo di anni fa), è formato da rocce cristalline, graniti e gneiss ricoperti da potenti strati calcarei mesozoici. Intorno a questo zoccolo primitivo, per effetto dell'urto delle onde tettoniche himalayane di età terziaria si è sviluppata una lunga catena montuosa, in direzione N-S, che attualmente si estende lungo tutto l'arco nord-occidentale della Birmania formando i rilievi dell'Arakan, che nella parte più settentrionale sono stati ricoperti da strati calcarei del Paleogene (Eocene). Nell'incavo tra questi due massicci montani, dove ancora sul finire del Terziario esisteva un grande golfo marino, si sono venuti progressivamente depositando enormi quantità di detriti alluvionali che hanno provocato un sollevamento del fondo marino con la relativa costituzione di un vasto bassopiano di formazione piuttosto recente, tuttora in fase d'espansione lungo il litorale e i bassi fondovalle dei principali corsi d'acqua.
Relativamente estraneo a questo comune processo geomorfologico appare invece la parte meridionale della Birmania, che comprende le alture del Tenasserim e la costa omonima. Le opinioni sulla vera origine di questa regione sono piuttosto contrastanti: chi la considera un prolungamento naturale dell'altopiano Shan, chi una formazione autonoma preesistente ai grandi movimenti orogenetici del Terziario.
Il paesaggio naturale della Birmania, quindi, si può dividere in quattro regioni principali: quella montuosa del N e NO, il grande altopiano Shan, il bacino alluvionale centrale e la regione costiera del Tenasserim.

### Le montagne del Nord

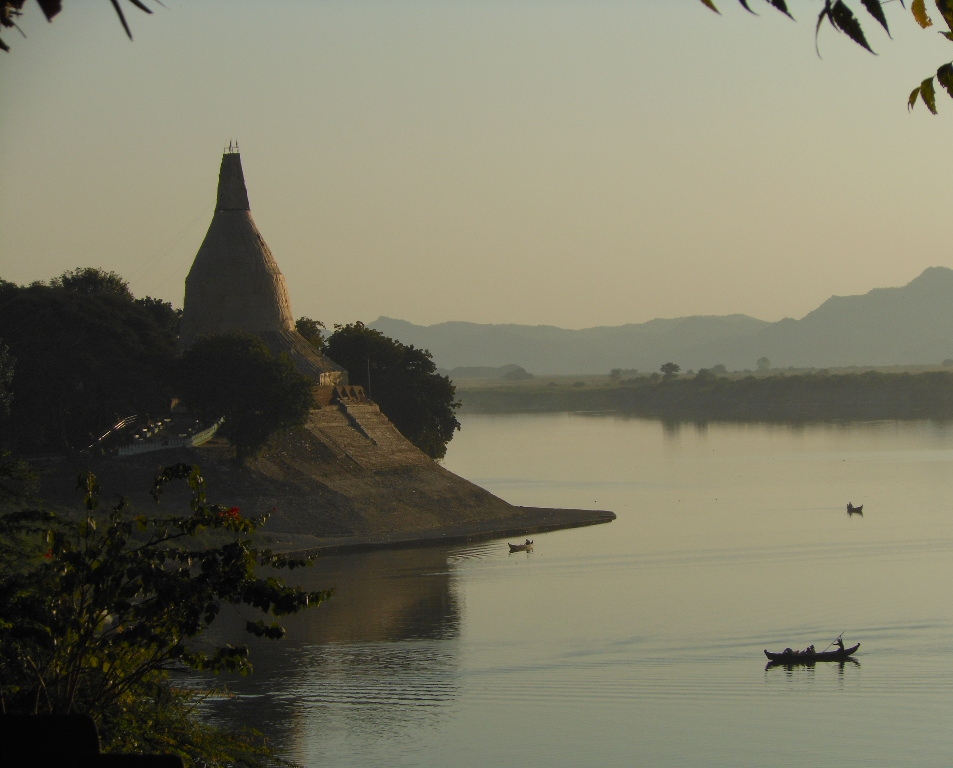
Tempio lungo l'Irrawaddy.

Sotto il nome di «regione montuosa del Nord» è compresa tutta la zona che va dalla superba vetta nevosa del monte Theing-Wang Razi (6024 m), la più alta della Birmania e che è anche il punto più settentrionale del Paese, alla costa orientale del golfo del Bengala. Si tratta di una regione impervia, dominata da grandi massicci montuosi, specie a N, dove l'altitudine media supera i 4000 m, digradanti quindi progressivamente a mano a mano che si scende verso S.
La sezione più settentrionale di questa arcata montuosa è conosciuta con il nome di Patkai e costituisce una barriera spesso invalicabile verso la Cina e l'India. Rari e sempre pericolosi sono i valichi tra i quali il Namni sul confine con la Cina, il Diphun e il Chaukan. È questa anche la zona meno conosciuta e meno popolata di tutta la Birmania, coperta prevalentemente da fitte foreste, rotte da corsi rapidi di torrenti irruenti che con l'andare dei secoli hanno asportato enormi quantità di terriccio facendo risaltare la nuda roccia. La catena dei Patkai divide i bacini del Brahmaputra e del Chindwin, il maggior tributario dell'Irrawaddy. Più a S i Patkai si collegano con i Naga e quindi, al centro, a S del monte Sarameti (3826 m), si allargano nell'altopiano di Manipur che giunge sino all'altezza del Tropico del Cancro, dove la catena montuosa assume una direzione più decisamente meridiana e il nome di Arakan. Anche la cresta dell'Arakan costituisce una barriera naturale alle comunicazioni con l'India e rappresenta al tempo stesso, come la più irregolare fascia dei monti Patkai, un impedimento insormontabile per i monsoni del SE, determinando così, sul versante birmano, un regime di abbondanti precipitazioni che, nelle zone più elevate, avvengono spesso sotto forma di neve.
Anche la natura della flora è fortemente influenzata dall'altitudine (medie dai 2000 ai 3000 m), dalle precipitazioni (da un minimo di 1400 ad un massimo di 3500 mm l'anno) e dal clima, notevolmente rigido sui rilievi maggiori. Nella sezione mediana del plesso arakanese si distinguono per la loro selvaggia bellezza i Letha Yoma e i Chin dominati dal monte Victoria (3053 m).
Più a S dall'Arakan si dipartono, con movimenti generalmente paralleli, numerose espansioni collinari coperte da fittissima vegetazione tropicale, che scendono dolcemente verso il bacino dell'Irrawaddy. All'altezza del 20º parallelo la catena montuosa si restringe e si abbassa ulteriormente piegando in direzione SSE. Il rilievo corre, qui, lungo la costa spingendosi fino al capo Negrais dove si perde nelle acque dell'Oceano Indiano per ricomparire con i suoi tratti inconfondibili sulle creste delle isole Andamane e Nicobare e, successivamente, sulle dorsali dell'arcipelago indonesiano.
Appartiene a questa regione anche un ampio tratto di costa di quasi 1000 km, addossata alla catena Arakan Yoma, scoscesa, priva di porti naturali, rotta solo dal piccolo delta del Kaladan, sul cui estuario si trova la città di Akyab. L'aspetto solitario di questo paesaggio spicca ancor più per la presenza di alcuni grossi isolotti disabitati, disseminati tra la costa e l'arcipelago di Ramree, dove si sta sviluppando una notevole industria della pesca.

### Altopiano Shan

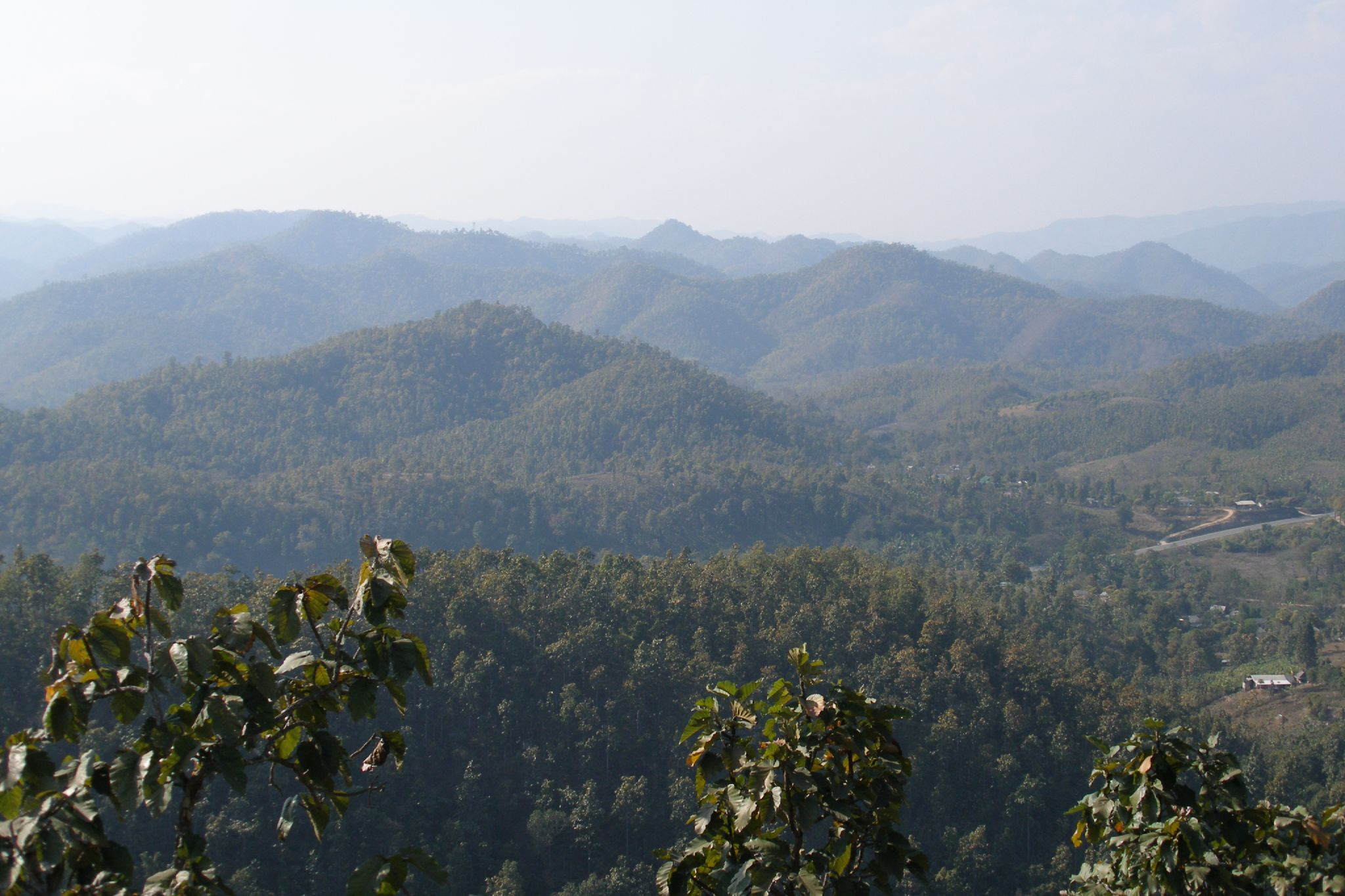
Veduta dell'altopiano Shan.

L'altopiano Shan, costituito da uno zoccolo primitivo dell'attuale penisola indocinese, forma un vasto tavoliere con altezze che variano da un minimo di 1200 a un massimo di 2000 m, e occupa circa un quarto dell'intera superficie della Birmania. L'altopiano, attraversato da diverse catene montuose che si interrompono e si susseguono, poggia su un imbasamento rigido arcaico di rocce cristalline metamorfosate (gneiss) e di graniti ricoperti da potenti strati di calcari del Permiano e del Mesozoico notevolmente carsificati, accompagnati da espandimenti lavici e terreni sedimentari recenti. A ovest l'altopiano è delimitato dal corso medio dell'Irrawaddy, mentre a nord e a est si perde confondendosi con l'altopiano cinese dello Yunnan di cui rappresenta un prolungamento naturale.
L'intero tavoliere è inciso profondamente da una serie di corsi d'acqua, il principale dei quali è il Saluen, che con potente e ostinata azione erosiva ha solcato profondamente l'altopiano formando un lungo canyon con gole e forre orride ancora inesplorate che arrivano fino a 1200 metri di altezza.
Il paesaggio si differenzia però sensibilmente nella parte settentrionale e meridionale dell'altopiano. Il nord, chiuso da tre lati da elevate catene montuose, riceve scarsissime precipitazioni (meno di 150 mm l'anno) è prevalentemente arido e incolto, mentre a sud, dove prevalgono le famose «terre rosse» (laterite), esistono favorevoli condizioni per la vegetazione tropicale e per l'agricoltura. Purtroppo, però, l'agricoltura è basata qui essenzialmente sul rudimentale sistema del caingin, che non solo ha depauperato sensibilmente il patrimonio forestale della zona, ma che crea condizioni proibitive per l'appoderamento agricolo razionale.
L'altopiano di Shan, specialmente nella sua parte settentrionale, dove prevalgono le rocce gneissiche, possiede ricchi giacimenti di pietre preziose: rubini, zaffiri, giada, lapislazzuli; tali giacimenti cominciarono ad essere sfruttati da immigrati cinesi già nel XIV secolo e assunsero presto grande fama perché erano gli unici al mondo che potevano essere sfruttati all'aria aperta. Negli ultimi decenni, però, tali giacimenti sono andati progressivamente esaurendosi e perfino quello famoso di Mogok è oggi pressoché abbandonato perché esaurito.
La mancanza di adeguate vie di comunicazione ha sempre tenuto questa regione un po' fuori dai grandi movimenti migratori della penisola indocinese e ne ostacola tuttora un più ampio inserimento nella vita economica della Birmania. Una sola strada congiunge l'altopiano Shan alla Birmania centrale, la «strada di Shwenyaung», mentre una linea ferroviaria arriva fino a Lashio, da dove si diparte la famosa «strada della Birmania», aperta nel 1937, e riattata dagli anglo-americani durante l'ultima guerra per avere un collegamento diretto con la Cina, dopo che i giapponesi, occupata la penisola indocinese, avevano reso impossibili i collegamenti via mare. Le cime montuose più elevate dell'altopiano sono il Loi Leng, con 2.673 metri di altezza; e il Mong Ling Shan (2.641 metri)

### Il bacino dell'Irrawaddy

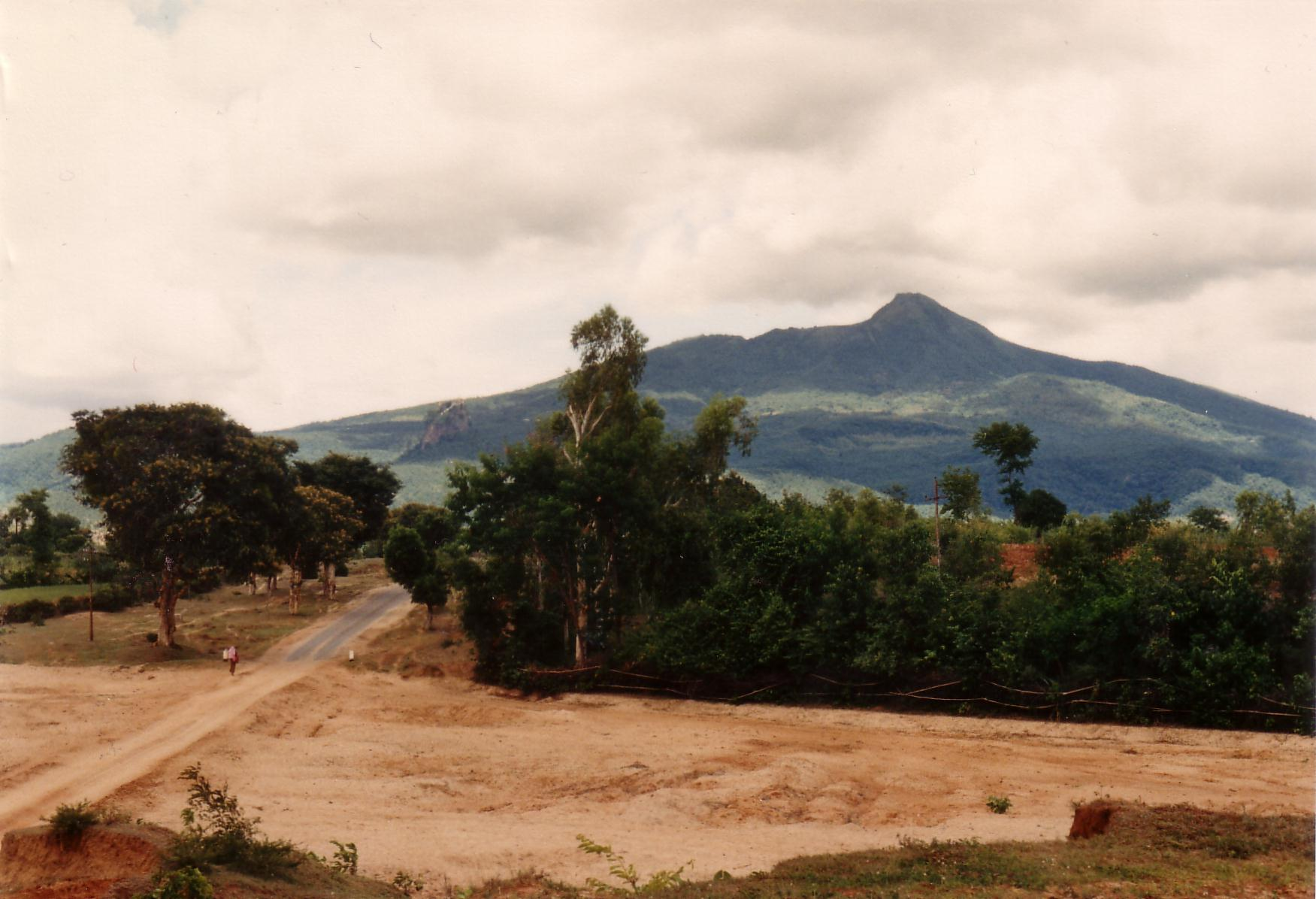
Il monte Popa.

La parte centrale della Birmania è occupata da un vasto e allungato bassopiano attraversato dall'Irrawaddy, dal Sittang ad esso parallelo, e da un grande numero di loro tributari. L'intero bacino, che ha una superficie di circa 150.000 km², è di origine alluvionale e si è formato a seguito dell'enorme massa di detriti che i corsi d'acqua hanno riversato nella vallata dalle montagne del Nord, dalla catena dell'Arakan e dall'altopiano di Shan. Ancora all'inizio del Terziario (una settantina di milioni di anni fa), l'intero bacino era coperto dalle acque dell'Oceano Indiano, che si spingevano profondamente all'interno del continente tra la catena dell'Arakan e le alte pareti del massiccio di Shan. Grosso modo, la composizione del sottosuolo si può dividere in tre sezioni, corrispondenti ad altrettante epoche geologiche: uno strato inferiore, il cui spessore è valutato ad alcune migliaia di metri, consta essenzialmente di depositi calcarei marini e di scisti impermeabili, ai quali si è sovrapposto uno spesso strato di marne argillose e bituminose, che nascondono ricchi giacimenti petroliferi; più in superficie si trova uno strato di circa 1500 m di argille e sabbie di formazione assai più recente (Pliocene). È in questo periodo, del resto, che l'Irrawaddy ha assunto il suo corso attuale accogliendo nel suo letto anche gli altri corsi d'acqua di tutto il versante birmano della catena Patkai-Arakan e quelli, molto meno ricchi, provenienti da N e NE.
La monotonia di questa serie di terreni alluvionali è interrotta bruscamente, nella parte centrale e meridionale del bassopiano, dai monti Pegu (o Pegu Yoma), una serie di alture che emergono con rocce ignee e tufacee dalle forme coniche recise, che indicano chiaramente l'origine vulcanica di questi rilievi. Il più alto di questi vulcani spenti, che nell'epoca terziaria erano isole disseminate nell'originario golfo, è il Popa, che supera i 2000 m.

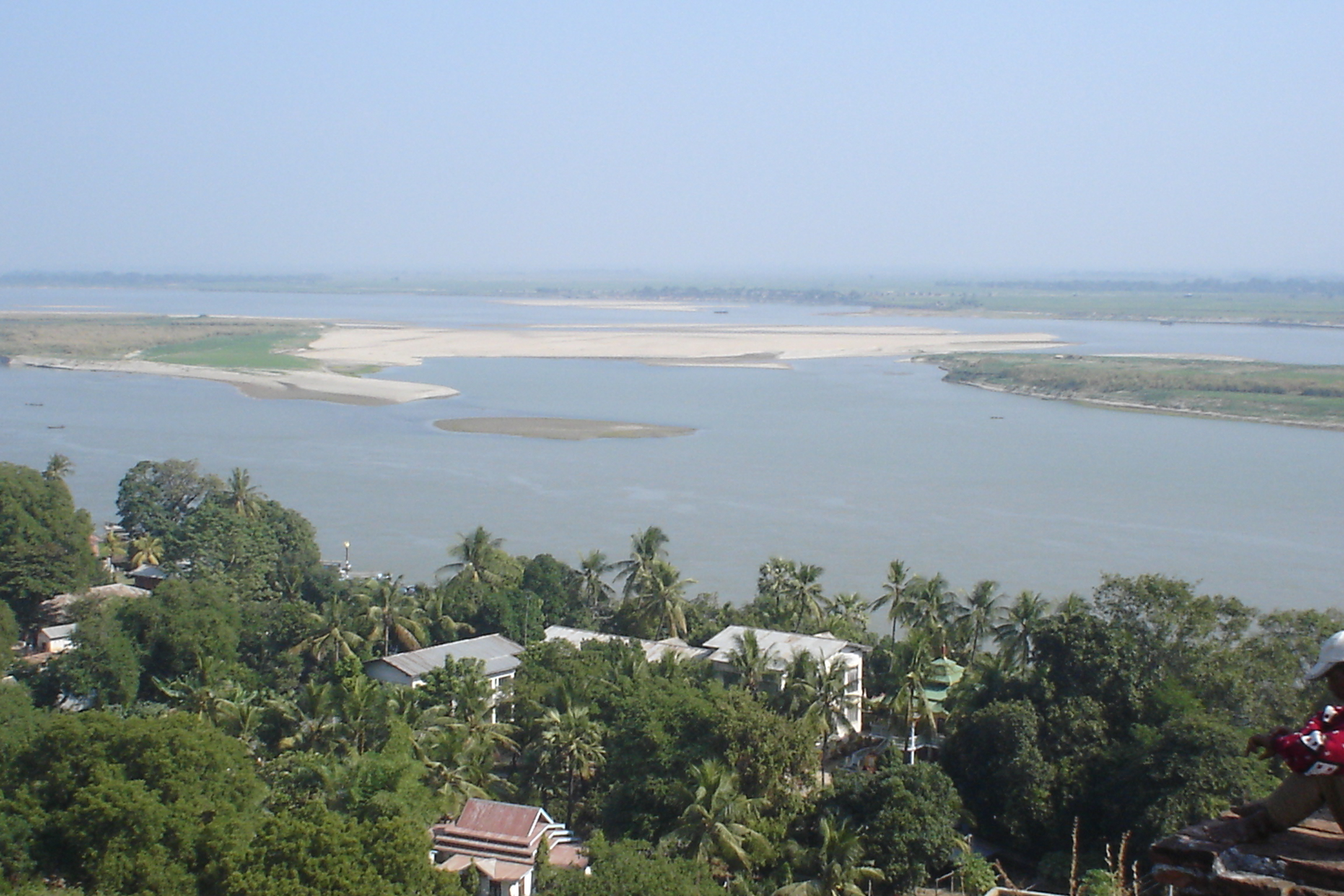
Il fiume Irrawaddy a Mingun, Nord di Mandalay

La lunghezza complessiva della vallata dell'Irrawaddy è di 1400 km; la larghezza varia da un minimo di 30 km nella sezione montuosa settentrionale a un massimo di 250 km nella parte centrale. Nella sua sezione più meridionale, l'Irrawaddy si allarga in un ampio delta che si fonde con quello, più ad E, del Sittang formando un unico vasto bacino deltizio di oltre 20.000 km², caratterizzato dall'uniformità dei suoi moltissimi canali e dalle risaie che occupano, quasi senza eccezione, tutta la sua area.
L'Irrawaddy è navigabile per circa 1200 km, fino a Bhamo e costituisce anche la principale arteria di comunicazione della Birmania. Benché il bacino dell'Irrawaddy abbia una struttura morfologica uniforme, le condizioni di vita variano sensibilmente da N a S: la catena dei monti Pegu, infatti, blocca i monsoni di S e, di conseguenza, le piogge. La parte settentrionale del bacino (conca di Mandalay) ha quindi un clima nettamente diverso da quello della regione meridionale; a N, dove le precipitazioni non superano mai i 600 mm annui, si ha anche una stagione secca, che va da novembre a marzo, mentre a S dei monti Pegu, dove tra l'altro sorgono i maggiori centri risicoli del Paese, le precipitazioni sono sempre superiori ai 3000 mm l'anno. Mentre nell'area deltizia, quindi, si coltiva quasi esclusivamente riso, nella metà settentrionale del bacino dell'Irrawaddy prevalgono altri tipi di colture (miglio, sesamo, cotone, legumi, ecc.).
La conca di Mandalay, comunque, rappresenta il cuore della Birmania non solo dal punto di vista geografico, ma anche perché da qui si dipartono tutte le principali vie di comunicazione che uniscono, via terra, il Paese al resto dell'Asia.
Tutto il bacino dell'Irrawaddy presenta un'eccezionale fertilità, che ha attirato sin dai tempi più remoti popolazioni di ogni razza ed è diventato ben presto il centro motore della vita economica e culturale della Birmania; qui vivono oggi più dei due terzi di tutta la popolazione del Paese e il grande delta dell'Irrawaddy-Sittang è una delle principali zone produttrici di riso del mondo.

### La costa del Tenasserim

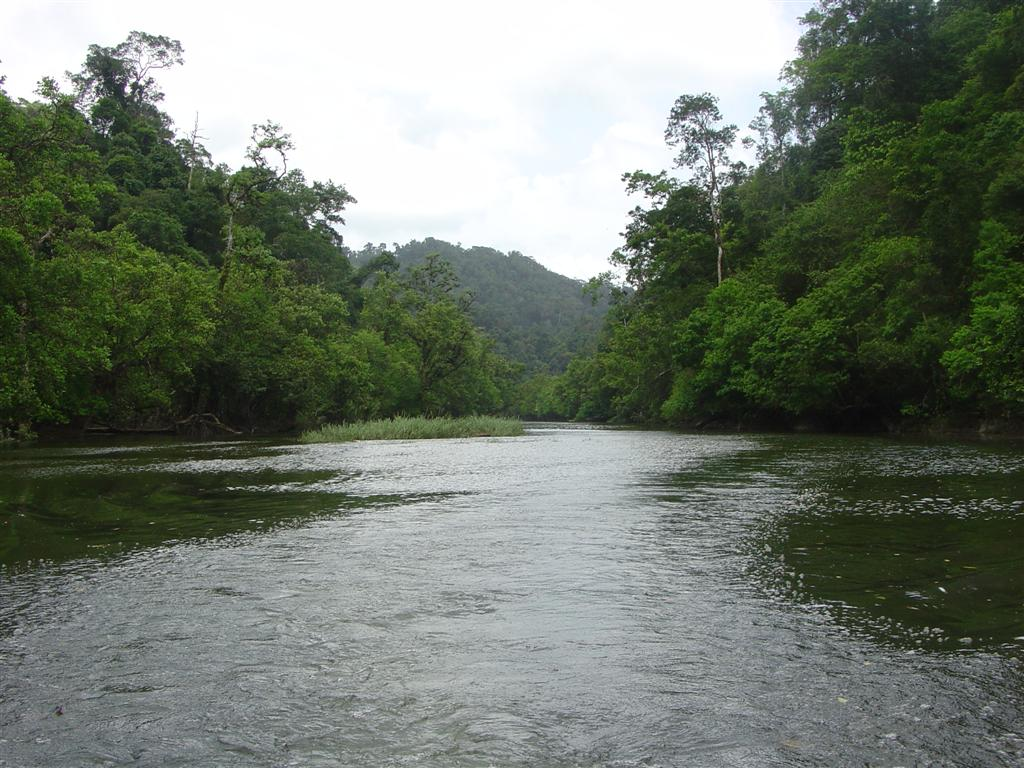
Fiume sull'isola di Lampi.

La Birmania protende verso S, in direzione della penisola di Malacca, un lungo braccio che può essere considerato come un prolungamento naturale dell'altopiano di Shan, anche se scompare ogni forma tabulare per lasciare il posto a vette tipicamente alpine: è la lunga e stretta striscia di terra chiamata «costa del Tenasserim», percorsa da una lunga serie di catene montuose che formano la cosiddetta «catena del Tenasserim» che appartiene alla Birmania solo nel versante occidentale e che, digradando da N a S, si spinge fino all'Istmo di Kra, dove comincia la penisola di Malacca vera e propria e dove si arresta anche il confine politico della Birmania. La sezione N della catena è costituita dai monti Dawna con la vetta del Khow Ply Huey Wati e del Mulaiyit[ (2003 m) e oltre il famoso passo delle Tre Pagode e il monte Khow Toe Yaga inizia la catena principale, la selvaggia Bilauktaung che termina non lontano dall'Istmo di Kra con il Khow Hlaywada di 1160 m.
Le montagne del Tenasserim presentano molte affinità con i massicci stanniferi della Malaysia e dell'Indonesia, quasi a indicare l'originaria continuità tra il continente e l'Insulindia. Le catene montuose, dove non mancano i vulcani spenti, corrono in senso meridiano molto vicine al mare; spesso affacciandosi a picco su di esso, mentre una serie ininterrotta di isole e isolotti accompagnano al largo le rive alte e rocciose, battute quasi tutto l'anno da violente piogge. Le isole costiere appartengono al bellissimo arcipelago di Mergui. Le più periferiche, a N, sono le isole Heinze, Maungmagan e Launglon Bok. A S le più grandi sono: l'isola Tavoy, King, Ross, Domel, Lampi e St. Matthew, davanti a Victoria Point.
A N, questa regione è delimitata dal corso inferiore del Salween, che la divide dall'altopiano di Shan; a E, il Tenasserim si affaccia sul golfo del Siam, in territorio thailandese, dove i gruppi montuosi sono più elevati. A completare la bizzarria naturale di questo paesaggio c'è il fiume Tenasserim, che scorre tra il verde intenso della foresta per quasi 200 km lungo la stretta lingua di terra, la cui larghezza media è di soli 65 km, cercando invano uno sbocco in mare; per tutto il suo corso, il fiume si mantiene a una distanza tra i 20 e i 45 km dal mare.
Il Tenasserim è ricco di minerali, grazie alla particolare natura del suolo che ha favorito intrusioni granitiche e cristalline; particolarmente abbondanti i giacimenti di stagno e tungsteno, scoperti nel 1910 e che da allora vengono sfruttati con sempre maggiore intensità. Nella parte settentrionale della costa del Tenasserim si trova il piccolo delta del Salween, dove sorge l'importante centro commerciale di Moulmein. Nelle numerose ma piccole depressioni costiere si vanno intensificando le colture industriali proprie alle regioni tropicali (gomma, cacao, ananassi, cocco, ecc.), ma la popolazione è tuttora dedita particolarmente alla pesca.

## Clima
Il clima della Birmania è tropicale e l'avvicendarsi delle stagioni è determinato dal regime delle precipitazioni più che dalle variazioni termiche. Di fatto, si hanno tre stagioni, che sono modificate soltanto dalle condizioni altimetriche delle singole regioni:
- una stagione fresca, senza pioggia, che va dalla fine di ottobre alla fine di febbraio;

- una stagione calda e asciutta, che va dal principio di marzo alla fine di maggio;

- una stagione delle piogge, da giugno ad ottobre.

Le piogge, portate dai monsoni dell'Oceano Indiano, che soffiano da giugno a ottobre, non sono però distribuite in maniera uniforme su tutto il Paese a causa degli ostacoli naturali che essi spesso incontrano sulla loro via. Lungo le coste dell'Arakan, del Tenasserim e dell'ampio bassopiano deltizio dell'Irrawaddy e del Sittang il regime di precipitazioni è molto alto: oltre 5000 mm sul versante occidentale dell'Arakan Yoma, dai 4000 ai 5000 mm lungo la costa del Tenasserim, dai 2500 ai 3000 mm l'anno nel grande delta dell'Irrawaddy. La ex capitale, Rangoon, registra in media 2600 mm di precipitazioni all'anno. Alti regimi di precipitazioni si riscontrano anche sui versanti orientali dell'Arakan e del Patkai, mentre diversa si presenta la situazione nella conca di Mandalay e sull'altopiano di Shan, dove i monsoni umidi e caldi dell'Oceano Indiano non riescono a spingersi se non con una certa difficoltà. Le regioni più secche sono quelle situate nel NE e al centro. A Mandalay le precipitazioni annue si aggirano sui 750 mm, mentre tutta la parte settentrionale dell'altopiano di Shan riceve quantità di pioggia sensibilmente più ridotte (in alcune zone meno di 250 mm l'anno).
Nella Birmania, per la sua prevalente montuosità, l'altitudine ha un peso notevole nella determinazione del clima, in modo che si possono individuare anche a questo riguardo tre regioni:
- lungo le fasce costiere e in tutto il delta dell'Irrawaddy il clima è tipicamente tropicale, con escursioni diurne e stagionali trascurabili e la temperatura si mantiene quasi costantemente durante tutto l'anno sui 26-32 °C;

- sull'altopiano di Shan, lungo le pendici collinose del Pegu e dei due versanti dell'Arakan si ha un clima temperato stabile in tutti i periodi dell'anno; anche qui le escursioni termiche non sono mai notevoli (al massimo 5-6 °C) tra i mesi «freddi» - da ottobre a febbraio - e i mesi «caldi», da marzo a maggio;

- sui rilievi oltre i 2000 m, il clima è più rigido, specialmente durante la stagione secca, mentre sopra i 3000 m si hanno spesso nevi e temperature molto basse.

## Idrografia
La particolare struttura fisica della Birmania non ha favorito il formarsi di grandi laghi. In tempi antichi, sull'altopiano di Shan si trovava un grande lago di origine vulcanica, l'Inle, che però è andato progressivamente restringendosi fino ad essere oggi poco più di un grande stagno. Da qualche anno, quindi, il più grande lago della Birmania è diventato l'Indawgyi, che però ha una superficie di appena 130 km²: è un tipico lago di montagna, incassato tra le gole dei monti Mingin e Laipyet, nell'alto bacino dell'Irrawaddy. Nel lago di Indawagyi si gettano vari piccoli fiumi, mentre vi defluisce l'Indaw, un affluente dell'Irrawaddy.
Durante la stagione delle piogge si formano nell'ampio bacino deltizio prospiciente il golfo di Martaban numerosi laghi acquitrinosi, che però si esauriscono non appena cessa la stagione piovosa.

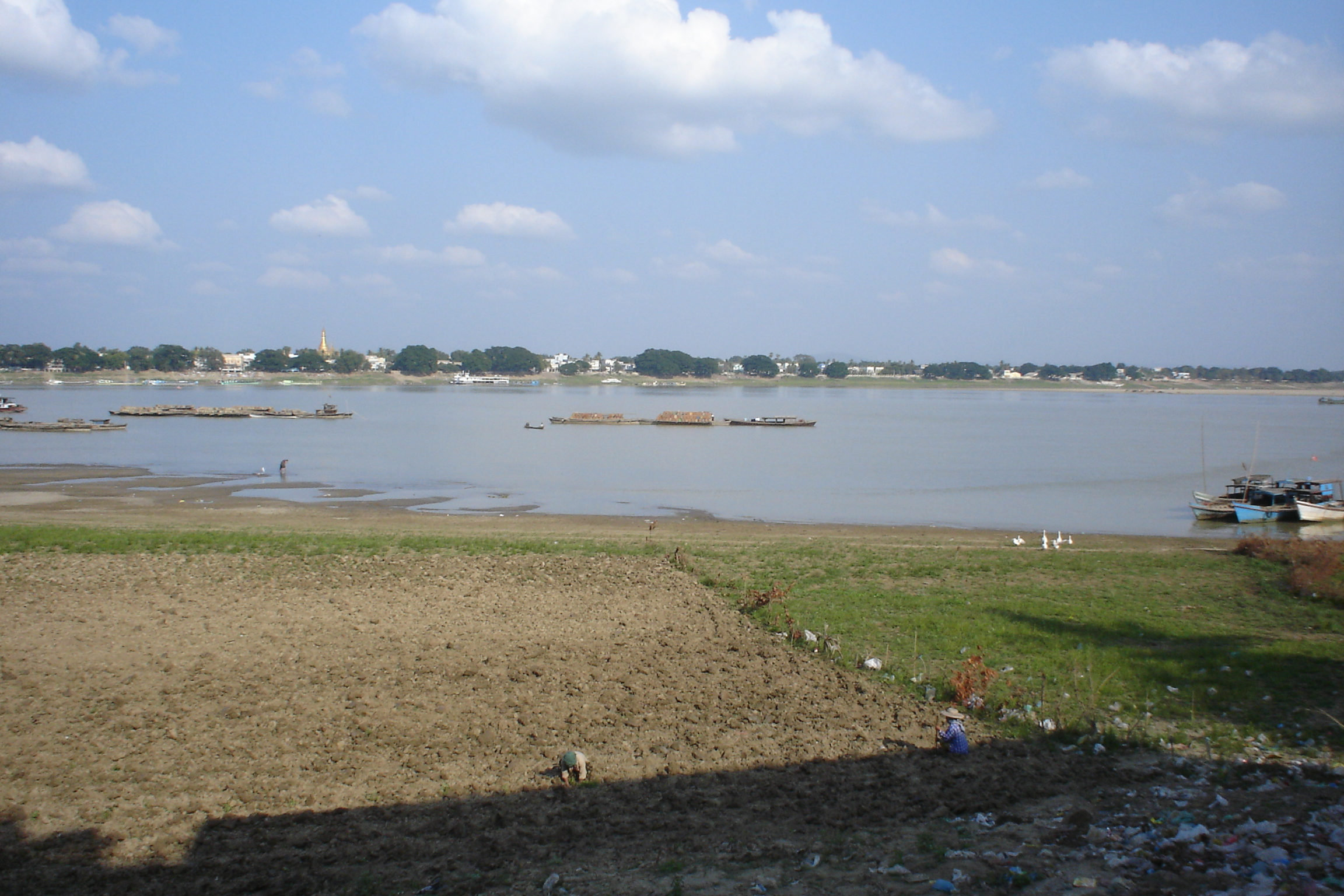
Coltivazioni, chiatte, barche e templi intorno al fiume Chindwin poco a Nord di Monywa

Per contro, la Birmania presenta una grande quantità di fiumi, che possono essere raggruppati in tre tipi diversi:
- i fiumi brevi e rapidi delle zone montuose settentrionali e occidentali, con piene stagionali notevoli, ma inadatti alla navigazione; quelli del Nord sono tutti affluenti dell'Irrawaddy, ma solo il Mu e, soprattutto, il Chindwin hanno una certa importanza anche come vie di comunicazione e di trasporto; quelli che si gettano nel golfo del Bengala (Naaf, Kaladan, Lamru, An) sono anche più brevi, data la vicinanza delle loro sorgenti rispetto al mare;

- i fiumi con corso molto breve e a carattere torrentizio che nascono dalle catene del Tenasserim e che sfociano nell'Oceano Indiano: sono ricchi di acque in tutti i mesi dell'anno, ma di nessuna utilità pratica a causa del loro corso irruente, rotto continuamente da rapide e cascate;

- i grandi e lenti fiumi che formano, nelle loro parti terminali, i ricchi delta sui quali si concentrano gran parte della popolazione e le principali attività economiche del Paese.

### L'Irrawaddy
Il principale di questi fiumi è l'Irrawaddy, che con il suo affluente Chindwin rappresenta l'asse fondamentale dell'economia e dei trasporti di tutta la Birmania. L'Irrawaddy nasce sul versante N del Theing-Wang Razi, in territorio cinese, ma entra subito in Birmania per attraversarla in tutta la sua lunghezza, da N a S. Il suo nome significa letteralmente «fiume degli elefanti» ed è dovuto al fatto che un tempo esso attraversava una zona infestata da questi animali, oggi in via di lenta estinzione. Ha una lunghezza di 2250 km, di cui quasi 2000 in territorio birmano.
Per alcune centinaia di chilometri il corso dell'Irrawaddy è tormentato e tortuoso a causa del terreno estremamente accidentato, poi le acque rallentano la loro corsa e da Bhamo alla foce è navigabile in quasi tutti i mesi dell'anno.

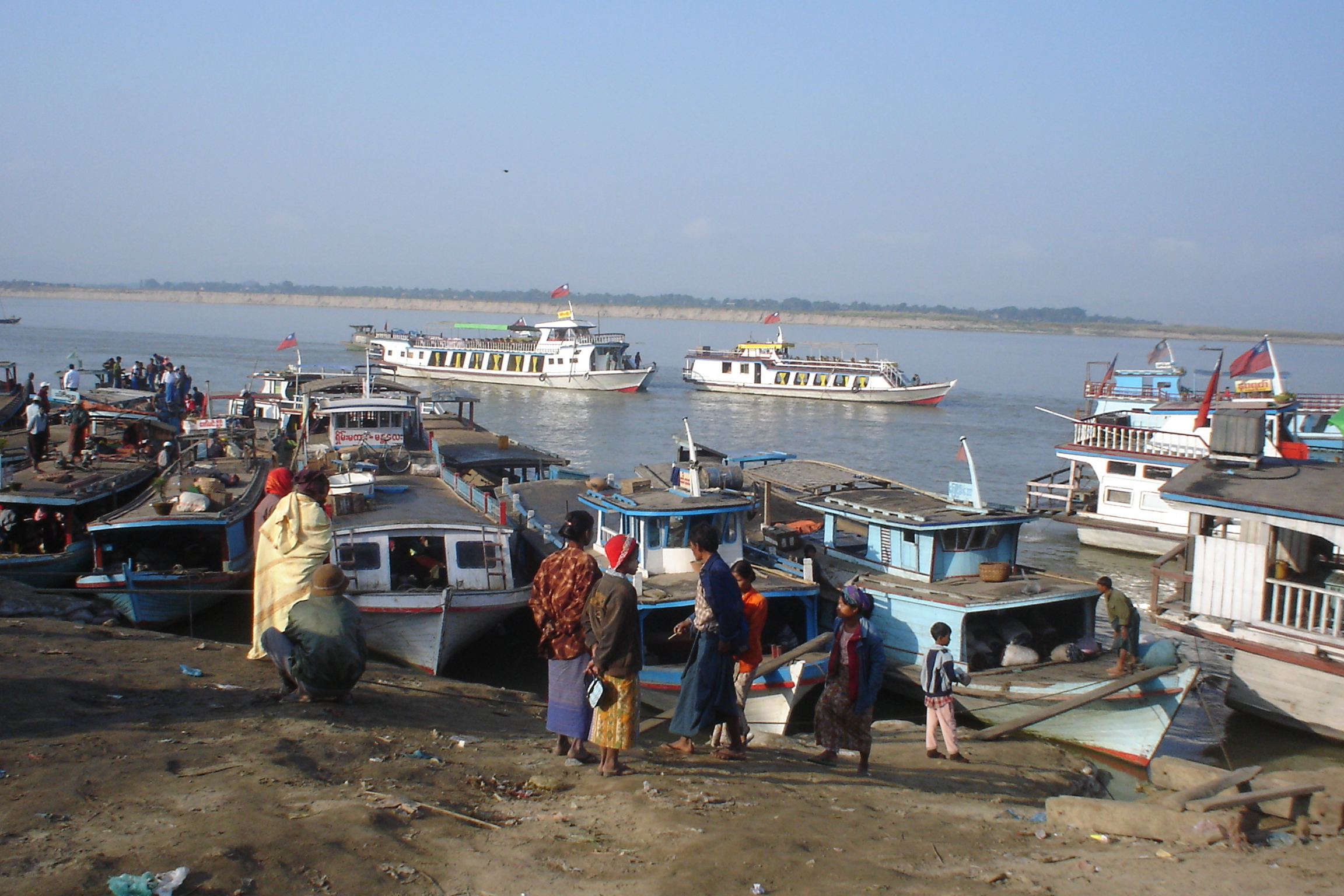
Il porto fluviale di Mandalay sulle rive dell'Irrawaddy

Prima di arrivare nella conca di Mandalay, l'Irrawaddy si allarga sensibilmente e da qui a Rangoon può essere navigato anche da bastimenti di media stazza, grazie soprattutto all'apporto delle acque del Mu e del Chindwin. Il corso dell'Irrawaddy si fa qui molto lento e può anche essere risalito dalle barche senza grande difficoltà. Dopo Prome, il fiume comincia ad alimentare numerosi canali, sia naturali che artificiali, prima di allargarsi, presso Henzada, in un enorme delta dalle mille braccia tese verso il mare.
Il fiume qui è tutto: irriga i campi, è l'unica via di comunicazione, ospita anche migliaia di case galleggianti dove vivono milioni di persone. Su uno di questi bracci, uniti tra loro da una miriade di canali che hanno trasformato il delta dell'Irrawaddy in un dedalo inestricabile, sorge la città di Rangoon, ex capitale e centro economico e culturale della Birmania. Altri importanti centri sono sorti nell'area deltizia dell'Irrawaddy, come Henzada, Bassein, Pyapon, Maubin e Insein.

### Il Sittang
Il delta dell'Irrawaddy è virtualmente unito al delta del Sittang, un fiume che non ha una lunghezza rimarchevole (soltanto 450 km), ma che trasporta una massa enorme d'acqua perché il suo corso, dai monti Pegu al golfo di Martaban, attraversa una delle zone più piovose del mondo.

### Il Salween

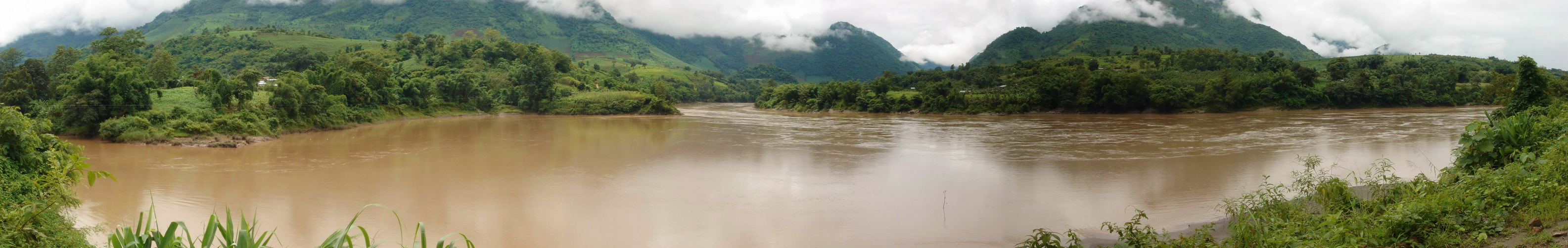
Veduta del fiume Salween.

Sul golfo di Martaban sfocia anche il Salween, secondo fiume birmano per importanza economica, ma primo per lunghezza: nasce, infatti, nella provincia tibetana del Chamdo con il nome di Lu Kiang e ha una lunghezza complessiva di 2480 km, dei quali 1750 in territorio birmano. Tutto il suo corso superiore - che per un ampio tratto procede parallelo all'altro grande fiume indocinese, il Mekong - è continuamente spezzato da rapide e cascate, in una delle zone più pittoresche e selvagge del mondo.
Dopo avere attraversato da N a S, scavando profonde gole e con una serie di serpentine, tutto l'altopiano Shan, il Salween è costretto nuovamente in un letto dominato da rapide e orridi finché si affaccia sulla ristretta piana di Moulmein quando ormai l'Oceano Indiano si appresta ad accogliere le sue acque. Prima di gettarsi in mare, però, il Salween sviluppa un piccolo delta, sulla costa orientale del golfo di Martaban, in mezzo al quale sorge la città di Moulmein.
Lungo il suo corso inferiore, il Salween segna per lungo tratto il confine naturale tra la Birmania e la Thailandia e per alcune decine di chilometri anche il confine politico tra i due Paesi.

## Flora

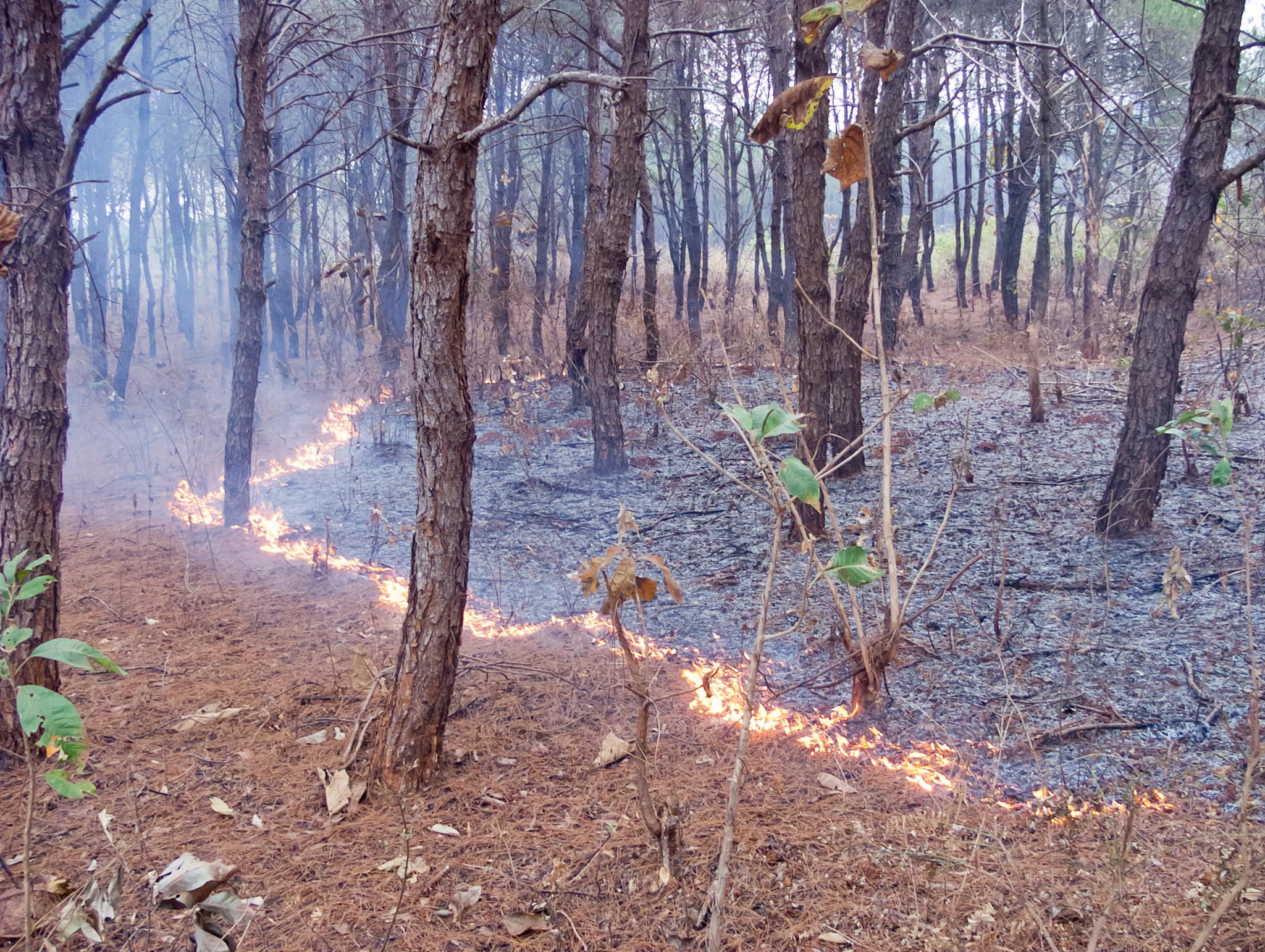
Un incendio nella foresta.

Il paesaggio vegetale della regione birmana rispecchia fedelmente le condizioni ambientali che caratterizzano questo grande Paese tropicale interposto a N tra le alteterre tibetane e del bacino dello Yangtze Kiang e a S le regioni monsoniche e sub-equatoriali, attraversato da grandi arcate montuose che si spingono fino al mare e che racchiudono nelle estese conche interne tipici ambienti naturali floristici. Il fattore più spiccato della distribuzione e del differenziamento floristico è dato dal regime delle precipitazioni, salvo sui rilievi al disopra dei 2000 m. È da notare inoltre che molte zone del Paese sono ancora semispopolate e non soggette all'opera distruttiva e modificatrice dell'uomo per cui la vegetazione spontanea non ha subito gravi manomissioni. Si tratta quindi di una regione appartenente a una particolare provincia floristica di transizione alla cui formazione hanno contribuito elementi floristici indiani, cinesi e indonesiani. Grosso modo, quindi, si possono distinguere quattro tipi di flora nell'insieme del Paese:
- Le zone di alta montagna, dove prevalgono le conifere e dove sono presenti anche le querce e altre forme di vegetazione che si riscontrano pure nelle zone temperate.

- Le zone che ricevono più di 2000 mm di pioggia all'anno, dove si sviluppa la tipica foresta tropicale sempreverde che non conosce stagioni e che spesso si trasforma in vera e propria giungla; prevalgono qui il bambù, il mango, vari tipi di dipterocarpacee dal fusto grosso e alto, varietà di palme, piante resinose, ecc.

- Nelle zone dove le precipitazioni si mantengono a un livello tra i 1000 e i 2000 mm l'anno si stabilisce il tipico bosco dei Paesi battuti dai monsoni, caratterizzato dall'alternarsi di una stagione verde rotta dalla caduta di foglie; questo tipo di vegetazione è il più diffuso in Birmania: vi hanno un ruolo dominante gli alberi d'alto fusto e dal legname pregiato come il teak (Tectona grandis), il pyinkado (Xylia xylocarpa), il cosiddetto «albero dell'olio» (Hopla) e altri tipi di cedralacee, pterocarpacee e piante resinose; spesso il bosco si trasforma in savana, con il prevalere del bambù, delle felci e di una tipica erba alta birmana, l'alang-alang (Imperata cylindrica).

- Nelle zone con precipitazioni inferiori ai 1000 mm l'anno la foresta tropicale vera e propria lascia il posto alle radure ed alla boscaglia di arbusti.

Le foreste (conifere, teak, pyinkado, querce, castagni, mango, bambù, ecc.) coprono circa i due terzi dell'intero territorio birmano e nelle zone più calde, specialmente nell'ampio delta dell'Irrawaddy e lungo le coste, esse assumono l'aspetto tipico della foresta a mangrovie. Assai comuni, in queste zone, sono tutte le varietà tropicali di palme, alcune delle quali riescono a sviluppare altezze fino ai 30 m.

## Fauna

Una tigre, simbolo del Paese.

Ricchissima ed estremamente varia è la fauna birmana, favorita dal clima tropicale e dalla presenza di enormi estensioni di foreste e boschi. Tra i mammiferi, i più comuni sono il famoso bufalo selvatico (saing), che viene cacciato anche a scopo alimentare, la tigre, il leopardo, il cervo, il daino e, nelle zone occidentali, lo sciacallo e l'orso tibetano. Molto diffusi sono alcuni tipi indigeni di buoi selvatici, che vagano in libertà per le foreste (gaur, gayal, banteng); lungo i fiumi s'incontra spesso il rinoceronte, mentre sempre più raro è l'elefante.
Branchi di scimmie infestano invece ogni zona del Paese, che abbonda anche di rettili, tra cui vanno ricordati il geco, chiamato dai Birmani tauckté per il suono gutturale che è uso emettere. La Birmania è anche un Paese ricco di serpenti, tra cui alcuni velonosissimi come il cobra, che si annidano specialmente nelle zone più calde; essa è anche famosa per i suoi piccoli pappagalli dai colori vivacissimi, assai comuni nelle zone dove più fitta è la vegetazione tropicale; non vanno inoltre dimenticati i pipistrelli, che spesso invadono a branchi anche le città, né le infinite varietà di insetti che pullulano tanto nelle umide zone deltizie quanto all'interno, specialmente nelle savane della conca di Mandalay e dell'altopiano di Shan. Da ricordare, infine, che le acque costiere della Birmania sono ricchissime di pesce, compresi alcuni dei tipi più pregiati, come il bekti, che viene esportato anche in altri Paesi asiatici. Le acque melmose dei delta e del corso inferiore dei fiumi principali sono infestate da piccoli alligatori affini a quelli indiani.